# NGC 1238
NGC 1238 is een elliptisch sterrenstelsel in het sterrenbeeld Eridanus. Het hemelobject werd op 1 november 1886 ontdekt door de Amerikaanse astronoom Lewis A. Swift.

## Synoniemen
- PGC 11868
- MCG -2-9-10
- NPM1G -10.0126